# Paul-Henri Mathieu
Paul-Henri Mathieu (* 12. ledna 1982 ve Štrasburku, Francie) je francouzský profesionální tenista.
Během své kariéry vyhrál 4 turnaje ATP ve dvouhře a 1 turnaj ve čtyřhře.

## Finálové účasti na turnajích ATP (9)

### Dvouhra - výhry (4)
| Legenda                                                       |
| ATP International Series Gold / ATP World Tour 500 Series (0) |
| ATP International Series / ATP World Tour 250 Series (4)      |

| Č. | Datum             | Turnaj             | Povrch  | Soupeř ve finále | Výsledek       |
| 1. | 6. říjen 2002     | Moskva, Rusko      | koberec | Sjeng Schalken   | 4-6, 6-2, 6-0  |
| 2. | 13. říjen 2002    | Lyon, Francie      | koberec | Gustavo Kuerten  | 4-6, 6-3, 6-1  |
| 3. | 29. duben 2007    | Casablanca, Maroko | antuka  | Albert Montañés  | 6-1, 6-1       |
| 4. | 15. červenec 2007 | Gstaad, Švýcarsko  | antuka  | Andreas Seppi    | 6-71, 6-4, 7-5 |

### Dvouhra - prohry (4)
| Legenda                                                       |
| ATP International Series Gold / ATP World Tour 500 Series (1) |
| ATP International Series / ATP World Tour 250 Series (3)      |

| Č. | Datum             | Turnaj           | Povrch  | Vítěz             | Výsledek       |
| 1. | 28. září 2003     | Palermo, Itálie  | antuka  | Nicolás Massú     | 1-6, 6-2, 7-67 |
| 2. | 14. říjen 2007    | Moskva, Rusko    | koberec | Nikolaj Davyděnko | 7-5, 7-69      |
| 3. | 5. říjen 2008     | Méty, Francie    | tvrdý   | Dmitrij Tursunov  | 7-66, 1-6, 6-4 |
| 4. | 26. červenec 2009 | Hamburg, Německo | antuka  | Nikolaj Davyděnko | 6-4, 6-2       |

### Čtyřhra - výhry (1)
| Legenda                                                  |
| ATP International Series / ATP World Tour 250 Series (1) |

| Č. | Datum         | Turnaj             | Povrch | Partner          | Soupeři ve finále                    | Výsledek          |
| 1. | 14. září 2008 | Bukurešť, Rumunsko | antuka | Nicolas Devilder | Mariusz Fyrstenberg Marcin Matkowski | 7-64, 6-79, 22-20 |

## Davisův pohár
Paul-Henri Mathieu se zúčastnil 6 zápasů v Davisově poháru  za tým Francie s bilancí 4-8 ve dvouhře.

## Postavení na žebříčku ATP na konci sezóny

### Dvouhra
| Rok    | 1998  | 1999   | 2000   | 2001   | 2002  | 2003  | 2004   | 2005  | 2006  | 2007  | 2008  |
| Pořadí | 1342. | ▲ 512. | ▲ 272. | ▲ 147. | ▲ 36. | ▼ 83. | ▼ 121. | ▲ 47. | ▼ 55. | ▲ 25. | ▼ 32. |

### Čtyřhra
| Rok    | 1999  | 2000   | 2001   | 2002   | 2003   | 2004    | 2005   | 2006   | 2007   | 2008   |
| Pořadí | 1361. | ▲ 779. | ▲ 746. | ▲ 304. | ▼ 914. | ▼ 1189. | ▲ 493. | ▲ 194. | ▼ 418. | ▲ 119. |